# کیدال
کیدال نام شهر و مرکز استان کیدال در شمال کشور مالی است. این شهر در ۱۵۰۰ کیلومتری شمال باماکو، پایتخت مالی، واقع شده است.
شهر کیدال دارای جمعیتی در حدود ۴۰ هزار نفر است. از امکانات این شهر می‌توان به فرودگاه کیدال اشاره کرد.